# Danmark ved sommer-OL 2020
Danmark deltog i sommer-OL 2020 i Tokyo, Japan i perioden 24. juli – 9. august 2020. Denne periode blev ændret til 23. juli – 8. august 2021 på grund af COVID-19 pandemien.

## Sportsgrenene ved sommer OL 2020
Det officielle program for sommer OL 2020 er opdelt i 33 sportsgrene af den Internationale Olympiske Komité (IOC). Denne opdeling er ikke altid den mest naturlige opdeling i forhold til dansk organisation under Danmarks Idrætsforbund. Men opdelingen er valgt på denne side af hensynet til referencer til de officielle olympiske informationer.

## Kvalifikation og udvælgelse af deltagere
Vejen til atleternes deltagelse i sommer OL 2020 kan findes her: 

## Medaljer
| 2020 Tokyo | Guld | Sølv | Bronze | Total |
| Danmark    | 3    | 4    | 4      | 11    |

### Medaljevindere
Følgende danske sportsudøvere vandt medaljer ved de olympiske sommerlege 2020:
| Danmark under sommer-OL 2020 i Tokyo | Danmark under sommer-OL 2020 i Tokyo | Danmark under sommer-OL 2020 i Tokyo | Danmark under sommer-OL 2020 i Tokyo | Danmark under sommer-OL 2020 i Tokyo |
| Medalje                              | Navn | Sport                                | Konkurrence                          | Dato                                 |
| ------------------------------------ | --- | ------------------------------------ | ------------------------------------ | ------------------------------------ |
| Guld                                 | Anne-Marie Rindom | Sejlsport                            | Laser Radial                         | 1. august                            |
| Guld                                 | Viktor Axelsen | Badminton                            | Herresingle                          | 2. august                            |
| Guld                                 | Michael Mørkøv Lasse Norman Hansen | Cykling                              | Parløb                               | 7. august                            |
| Sølv                                 | Jesper Hansen | Skydning                             | Skeetskydning                        | 26. juli                             |
| Sølv                                 | Niklas Larsen Lasse Norman Hansen Frederik Rodenberg Rasmus Pedersen | Cykling                              | Holdforfølgelse                      | 4. august                            |
| Sølv                                 | Amalie Dideriksen Julie Leth | Cykling                              | Parløb                               | 6. august                            |
| Sølv                                 | Danmarks håndboldlandshold - Niklas Landin Jacobsen - Magnus Landin Jacobsen - Emil Jakobsen - Magnus Saugstrup - Lasse Svan Hansen - Kevin Møller - Henrik Møllgaard - Mads Mensah Larsen - Henrik Toft Hansen - Mikkel Hansen - Morten Olsen - Jóhan Hansen - Lasse Andersson - Jacob Holm - Mathias Gidsel | Håndbold                             | Herrehåndbold                        | 7. august                            |
| Bronze                               | Joachim Sutton Frederic Vystavel | Roning                               | Toer uden styrmand                   | 29. juli                             |
| Bronze                               | Pernille Blume | Svømning                             | 50 m fri                             | 1. august                            |
| Bronze                               | Emma Aastrand Jørgensen | Kano og kajak                        | K1 200 m                             | 3. august                            |
| Bronze                               | Emma Aastrand Jørgensen | Kano og kajak                        | K1 500 m                             | 5. august                            |

| Sportsgren    | 1 | 2 | 3 | Total |
| Cykling       | 1 | 2 | - | 3     |
| Sejlsport     | 1 | - | - | 1     |
| Badminton     | 1 | - | - | 1     |
| Skydning      | - | 1 | - | 1     |
| Håndbold      | - | 1 | - | 1     |
| Kano og kajak | - | - | 2 | 2     |
| Roning        | - | - | 1 | 1     |
| Svømning      | - | - | 1 | 1     |
| Total         | 3 | 4 | 4 | 11    |

| Dag       | 1 | 2 | 3 | Total |
| 24. juli  | - | - | - | -     |
| 25. juli  | - | - | - | -     |
| 26. juli  | - | 1 | - | 1     |
| 27. juli  | - | - | - | -     |
| 28. juli  | - | - | - | -     |
| 29. juli  | - | - | 1 | 1     |
| 30. juli  | - | - | - | -     |
| 31. juli  | - | - | - | -     |
| 1. august | 1 | - | 1 | 2     |
| 2. august | 1 | - | - | 1     |
| 3. august | - | - | 1 | 1     |
| 4. august | - | 1 | - | 1     |
| 5. august | - | - | 1 | 1     |
| 6. august | - | 1 | - | 1     |
| 7. august | 1 | 1 | - | 2     |
| 8. august | - | - | - | -     |
| Total     | 3 | 4 | 4 | 11    |

| Medaljer efter køn | Medaljer efter køn | Medaljer efter køn | Medaljer efter køn | Medaljer efter køn |
| ------------------ | ------------------ | ------------------ | ------------------ | ------------------ |
| Køn                | 1                  | 2                  | 3                  | Total              |
| Herrer             | 2                  | 3                  | 1                  | 6                  |
| Damer              | 1                  | 1                  | 3                  | 5                  |
| Total              | 3                  | 4                  | 4                  | 11                 |

## Deltagere
| Nedenstående tabel indeholder oplysninger om det samlede antal danske sportsfolk, der deltog i sommer-OL 2020 i Tokyo. \| Sportsgren \| Udtagelse \| Udtagelse \| Udtagelse \| \| Sportsgren \| Herrer \| Damer \| Total \| \| ------------- \| --------- \| --------- \| --------- \| \| Atletik \| 9* \| 8** \| 17 \| \| Badminton \| 5 \| 4 \| 9 \| \| Bordtennis \| 1 \| - \| 1 \| \| Brydning \| 1 \| - \| 1 \| \| Bueskydning \| - \| 1 \| 1 \| \| Cykelsport \| 11*** \| 7 \| 18 \| \| Golf \| 2 \| 2 \| 4 \| \| Hestesport \| 2 \| 4 \| 6 \| \| Håndbold \| 16**** \| - \| 16 \| \| Judo \| - \| 1 \| 1 \| \| Kano og kajak \| - \| 4 \| 4 \| \| Roning \| 3 \| 6 \| 9 \| \| Sejlsport \| 3 \| 5 \| 8 \| \| Skateboard \| 1 \| - \| 1 \| \| Skydning \| 2 \| 2 \| 4 \| \| Svømmesport \| 3 \| 8 \| 11 \| \| Total \| 59 \| 52 \| 111 \| |           |           |           |
| Sportsgren | Udtagelse | Udtagelse | Udtagelse |
| Sportsgren | Herrer    | Damer     | Total     |
| Atletik | 9*        | 8**       | 17        |
| Badminton | 5         | 4         | 9         |
| Bordtennis | 1         | -         | 1         |
| Brydning | 1         | -         | 1         |
| Bueskydning | -         | 1         | 1         |
| Cykelsport | 11***     | 7         | 18        |
| Golf | 2         | 2         | 4         |
| Hestesport | 2         | 4         | 6         |
| Håndbold | 16****    | -         | 16        |
| Judo | -         | 1         | 1         |
| Kano og kajak | -         | 4         | 4         |
| Roning | 3         | 6         | 9         |
| Sejlsport | 3         | 5         | 8         |
| Skateboard | 1         | -         | 1         |
| Skydning | 2         | 2         | 4         |
| Svømmesport | 3         | 8         | 11        |
| Total | 59        | 52        | 111       |

* 2 reserver i 4×100 meter stafetløb kom ikke i konkurrence.

** 2 reserver i 4×100 meter stafetløb kom ikke i konkurrence.

*** 1 reserve i Holdforfølgelse kom ikke i konkurrence.

**** 1 reserve i Håndbold kom ikke i konkurrence.

## Deltagernes placering
| Deltagernes placering |                                  |                        |
| Danske deltageres placering under sommer-OL 2020 i Tokyo |                                  |                        |
| Navn | Konkurrence                      | Placering              |
| Ole Hesselbjerg | 3000 meter forhindringsløb       | 24                     |
| Kojo Musah | 100 meter løb                    | 29                     |
| Anna Emilie Møller | 3000 meter forhindringsløb       | 21                     |
| Sara Slott Petersen | 400 meter hækkeløb               | Udgik (24)*            |
| Kojo Musah Tazana Kamanga-Dyrbak Frederik Schou-Nielsen Simon Hansen | 4×100 meter                      | 10                     |
| Mathilde U. Kramer Ida Karstoft Emma Beiter Bomme Astrid Glenner-Frandsen | 4×100 meter                      | 14                     |
| Thijs Nijhuis | Maraton                          | 70                     |
| Abdi Hakin Ulad | Maraton                          | 23                     |
| Anders Antonsen | Herresingle                      | 5=                     |
| Viktor Axelsen | Herresingle                      | 1                      |
| Mia Blichfeldt | Damesingle                       | 9=                     |
| Sara Thygesen Maiken Fruergaard | Damedouble                       | 9=                     |
| Anders Skaarup Rasmussen Kim Astrup | Herredouble                      | 5=                     |
| Mathias Christiansen Alexandra Bøje | Mixed double                     | 9=                     |
| Jonathan Groth | Herresingle                      | 17=                    |
| Fredrik Bjerrehuus | 67 kg (græsk-romersk)            | 14                     |
| Maja Jager | Bueskydning, individuelt         | 17=                    |
| Jakob Fuglsang | Linjeløb, herrer                 | 12                     |
| Kasper Asgreen | Linjeløb, herrer                 | Udgik                  |
| Christopher Juul-Jensen | Linjeløb, herrer                 | Udgik                  |
| Michael Valgren Andersen | Linjeløb, herrer                 | 78                     |
| Kasper Asgreen | Enkeltstart, herrer              | 7                      |
| Cecilie Uttrup Ludwig | Linjeløb, damer                  | 12                     |
| Emma Norsgaard Jørgensen | Linjeløb, damer                  | Udgik                  |
| Emma Norsgaard Jørgensen | Enkeltstart, damer               | 17                     |
| Niklas Larsen | Omnium, herrer                   | 5                      |
| Amalie Dideriksen | Omnium, damer                    | 4                      |
| Michael Mørkøv Lasse Norman Hansen | Parløb, herrer                   | 1                      |
| Amalie Dideriksen Julie Leth | Parløb, damer                    | 2                      |
| Niklas Larsen Lasse Norman Hansen Frederik Rodenberg Rasmus Pedersen | Holdforfølgelse                  | 2                      |
| Simone Tetsche Christensen | BMX-racing                       | 6                      |
| Simone Tetsche Christensen | BMX-racing                       | 6                      |
| Sebastian Fini | MTB, herrer                      | 22                     |
| Caroline Bohé | MTB, damer                       | 13                     |
| Malene Degn | MTB, damer                       | 12                     |
| Rasmus Højgaard | Golf, herrer                     | 38                     |
| Joachim B. Hansen | Golf, herrer                     | 27                     |
| Nanna Koerstz Madsen | Golf, damer                      | 9                      |
| Emily Kristine Pedersen | Golf, damer                      | 5                      |
| Cathrine Dufour Carina Cassøe Krüth Nanna Skodborg Merrald | Dressur, hold                    | 4                      |
| Cathrine Dufour | Dressur, individuelt             | 4                      |
| Carina Cassøe Krüth | Dressur, individuelt             | 7                      |
| Nanna Skodborg Merrald | Dressur, individuelt             | 11                     |
| Andreas Schou | Spring                           | 47=                    |
| Peter Flarup | Military                         | 40                     |
| Niklas Landin Jacobsen Magnus Landin Jacobsen Emil Jakobsen Magnus Saugstrup Lasse Svan Hansen Kevin Møller Henrik Møllgaard Mads Mensah Larsen Henrik Toft Hansen Mikkel Hansen Morten Olsen Jóhan Hansen Lasse Andersson Jacob Holm Mathias Gidsel | Håndbold                         | 2                      |
| Lærke Marie Olsen | Judo 63 kg, damer                | 17=                    |
| Emma Aastrand Jørgensen | K1 200 meter                     | 3                      |
| Sara Corfixsen Milthers | K1 200 meter                     | 24                     |
| Emma Aastrand Jørgensen | K1 500 meter                     | 3                      |
| Bolette Nyvang Iversen Julie Frølund Funch | K2 500 meter                     | 19                     |
| Emma Aastrand Jørgensen Bolette Nyvang Iversen Julie Frølund Funch Sara Corfixsen Milthers Julie Frølund Funch | K4 500 meter                     | 19                     |
| Sverri Sandberg Nielsen | Singlesculler                    | 4                      |
| Frida Sanggaard Nielsen Trine Dahl Pedersen Christina Juhl Johansen Ida Gørtz Jacobsen | Firer uden styrmand              | 8                      |
| Joachim Sutton Frederic Vystavel | Toer uden styrmand               | 3                      |
| Fie Udby Erichsen Hedvig Lærke Berg Rasmussen | Toer uden styrmand               | 8                      |
| Lærke Buhl-Hansen | Sejlbræt RS:X                    | 7                      |
| Anne-Marie Rindom | Laser Radial                     | 1                      |
| Lin Ea Cenholt Christian Peter Lübeck | Nacra 17                         | 4                      |
| Jonas Warrer Jakob Precht | 49er                             | 5                      |
| Ida Marie Baad Marie Thusgaard | 49erFX                           | 8                      |
| Rune Glifberg | Skateboard, Park                 | 19                     |
| Rikke Mæng Ibsen | 10 meter luftriffel              | 22                     |
| Anna Skade Nielsen | 10 meter luftriffel              | 28                     |
| Jesper Hansen | Skeetskydning                    | 2                      |
| Anna Skade Nielsen Steffen Olsen | 10 meter luftriffel (mixed team) | 21                     |
| Rikke Mæng Ibsen | 50 meter riffel, helmatch        | 29                     |
| Rikke Mæng Ibsen | 50 meter riffel, helmatch        | 29                     |
| Steffen Olsen | 50 meter riffel, helmatch        | 28                     |
| Tobias Bjerg | 100 m bryst                      | Diskvalificeret (48)** |
| Emilie Beckmann | 100 m butterfly                  | 22                     |
| Pernille Blume Signe Bro Julie Kepp Jensen Jeanette Ottesen | 4x100 m fri                      | 8                      |
| Helena Rosendahl Bach | 1500 m fri                       | 25                     |
| Anton Ørskov Ipsen | 800 m fri                        | 21                     |
| Alexander Aslak Nørgaard | 800 m fri                        | 19                     |
| Pernille Blume | 100 meter fri                    | 10                     |
| Signe Bro | 100 meter fri                    | 12                     |
| Pernille Blume | 50 meter fri                     | 3                      |
| Julie Kepp Jensen | 50 meter fri                     | 16                     |
| Alexander Aslak Nørgaard | 1500 m fri                       | 26                     |
| Anton Ørskov Ipsen | 1500 m fri                       | 14                     |
| Karoline Sørensen Emilie Beckmann Clara Rybak-Andersen Signe Bro | 4x100 m medley                   | 15                     |
| ("=" betyder delt med andre) * Sara Slott Petersen udgik i semifinalen og blev officielt diskvalificeret. ** Tobias Bjerg blev diskvalificeret for at have brugt ulovlige benspark.                                                                  |                                  |                        |

## Resultater
Under dette afsnit fremgår alle danske resultater opnået under sommer OL 2020. Resultaterne er opdelt i sportsgrene.

### Atletik
Nationalstadion. Konkurrencer 30. juli – 8. august 2021.
| Dato                 | Disciplin                  | H/D    | Udøver | Indledende heat | Indledende heat                     | Semifinale          | Semifinale          | Finale              | Finale              |
| Dato                 | Disciplin                  | H/D    | Udøver | Resultat        | Placering i heat (samlet placering) | Resultat            | Placering           | Resultat            | Placering           |
| -------------------- | -------------------------- | ------ | --- | --------------- | ----------------------------------- | ------------------- | ------------------- | ------------------- | ------------------- |
| 30. juli – 2. august | 3000 meter forhindringsløb | Herrer | Ole Hesselbjerg                                                                                                  | 8:24,08         | Heat: 8                             | Ude af konkurrencen | Ude af konkurrencen | Ude af konkurrencen | Ude af konkurrencen |
| 31. juli – 1. august | 100 meter løb              | Herrer | Kojo Musah | 10,20           | Heat: 5                             | Ude af konkurrencen | Ude af konkurrencen | Ude af konkurrencen | Ude af konkurrencen |
| 31. juli – 4. august | 400 meter hækkeløb         | Damer  | Sara Slott Petersen                                                                                              | 55,52           | Heat: 3 Q                           | DNF                 | DNF                 | Ude af konkurrencen | Ude af konkurrencen |
| 1. – 4. august       | 3000 meter forhindringsløb | Damer  | Anna Emilie Møller                                                                                               | 9:31,99         | Heat: 9                             | Ude af konkurrencen | Ude af konkurrencen | Ude af konkurrencen | Ude af konkurrencen |
| 5. – 6. august       | 4×100 meter                | Herrer | Kojo Musah Tazana Kamanga-Dyrbak Frederik Schou-Nielsen Simon Hansen Kristoffer Hari* Emil Mader Kjær*           | 38,16           | Heat: 7                             | Ude af konkurrencen | Ude af konkurrencen | Ude af konkurrencen | Ude af konkurrencen |
| 5. – 6. august       | 4×100 meter                | Damer  | Mathilde U. Kramer Ida Karstoft Emma Beiter Bomme Astrid Glenner-Frandsen Mette Graversgaard* Louise Østergaard* | 43,51           | Heat: 7                             | Ude af konkurrencen | Ude af konkurrencen | Ude af konkurrencen | Ude af konkurrencen |
| 8. august            | Maraton                    | Herrer | Thijs Nijhuis | N/A             | N/A                                 | N/A                 | N/A                 | 2:26:59             | 70                  |
| 8. august            | Maraton                    | Herrer | Abdi Hakin Ulad                                                                                                  | N/A             | N/A                                 | N/A                 | N/A                 | 2:15:50             | 23                  |

NR = National rekord, Q = Direkte kvalificeret, q = Kvalificeret som en af de bedste, der ikke er direkte kvalificeret
* Reserver - Deltog ikke i konkurrencen.

### Badminton
Musashino Forest Sport Plaza. Konkurrencer 24. juli – 2. august 2021.
| Singler                   | Singler   | Singler | Singler         | Singler                              | Singler                              | Singler      | Singler                        | Singler                                          | Singler                        | Singler                          |
| Dato                      | Disciplin | H/D     | Udøver          | Gruppe kampe                         | Gruppe kampe                         | Gruppe kampe | Ottendedels finale             | Kvartfinale                                      | Semifinale                     | Finaler                          |
| Dato                      | Disciplin | H/D     | Udøver          | Modstander Resultat                  | Modstander Resultat                  | Placering    | Modstander Resultat            | Modstander Resultat                              | Modstander Resultat            | Modstander Resultat              |
| ------------------------- | --------- | ------- | --------------- | ------------------------------------ | ------------------------------------ | ------------ | ------------------------------ | ------------------------------------------------ | ------------------------------ | -------------------------------- |
| 24. juli – 2. august 2021 | Single    | Herrer  | Anders Antonsen | Tien Minh Nguyen 2-0 (21-13 21-13)   | Ade Resky Dwicahyo 2-0 (21-16 21-15) | 1            | Toby Penty 2-0 (21-10 21-15)   | Anthony Sinisuka Ginting 1-2 (18-21 21-15 18-21) | Ude af konkurrencen            | Ude af konkurrencen              |
| 24. juli – 2. august 2021 | Single    | Herrer  | Viktor Axelsen  | Luka Wraber 2-0 (21-12 21-11)        | Kalle Koljonen 2-0 (21-9 21-13)      | 1            | Tzu-Wei Wang 2-0 (21-16 21-14) | Yu Qi Shi 2-0 (21-13 21-13)                      | Kevin Cordon 2-0 (21-18 21-11) | Chen Long 2-0 (21-15 21-12) Guld |
| 24. juli – 1. august 2021 | Single    | Damer   | Mia Blichfeldt  | Hsuan-Yu Wendy Chen 2-0 (21-7 21-14) | Linda Zetchiri 2-0 (21-10 21-3)      | 1            | P. V. Sindhu 0-2 (15-21 13-21) | Ude af konkurrencen                              | Ude af konkurrencen            | Ude af konkurrencen              |

| Doubler                   | Doubler   | Doubler | Doubler                             | Doubler                                               | Doubler                                                 | Doubler                                                  | Doubler      | Doubler                                        | Doubler             | Doubler             |
| Dato                      | Disciplin | H/D     | Udøver                              | Gruppe kampe                                          | Gruppe kampe                                            | Gruppe kampe                                             | Gruppe kampe | Kvartfinale                                    | Semifinale          | Finaler             |
| Dato                      | Disciplin | H/D     | Udøver                              | Modstander Resultat                                   | Modstander Resultat                                     | Modstander Resultat                                      | Placering    | Modstander Resultat                            | Modstander Resultat | Modstander Resultat |
| ------------------------- | --------- | ------- | ----------------------------------- | ----------------------------------------------------- | ------------------------------------------------------- | -------------------------------------------------------- | ------------ | ---------------------------------------------- | ------------------- | ------------------- |
| 24. – 31. juli 2021       | Double    | Herrer  | Anders Skaarup Rasmussen Kim Astrup | Vladimir Ivanov Ivan Sozonov 2-0 (21-13 21-18)        | Godwin Olofua Anuoluwapo Juwon Opeyori 2-0 (21-7 21-10) | Hiroyuki Endo Yuta Watanabe 0-2 (14-21 12-21)            | 2            | Yu Chen Liu Jin Hui li 1-2 (21-12 14-21 19-21) | Ude af konkurrencen | Ude af konkurrencen |
| 24. juli – 2. august 2021 | Double    | Damer   | Sara Thygesen Maiken Fruergaard     | Yue Du Yin Hui li 0-2 (13-21 15-21)                   | Sohee Lee Seungchan Shin 2-1 (15-21 21-19 22-20)        | Setyana Mapasa Gronya Somerville 1-2 (19-21 21-13 12-21) | 4            | Ude af konkurrencen                            | Ude af konkurrencen | Ude af konkurrencen |
| 24. – 30. juli 2021       | Double    | Mix     | Mathias Christiansen Alexandra Bøje | Yuta Watanabe Arisa Higashino 1-2 (22-20 11-21 15-21) | Praveen Jordan Melati Daeva Oktaviani 0-2 (22-24 19-21) | Simon Wing Hang Leung Gronya Somerville 2-0 (21-6 21-14) | 3            | Ude af konkurrencen                            | Ude af konkurrencen | Ude af konkurrencen |

### Bordtennis
Tokyo Metropolitan Gymnasium. Konkurrencen 24. juli – 30. juli 2021.
| Deltager       | Konkurrence | Indledende runde    | Runde 1             | Runde 2                                         | Runde 3                                | Runde 4             | Kvartfinale         | Semifinale          | Bronzekamp          | Finale              |
| Deltager       | Konkurrence | Modstander Resultat | Modstander Resultat | Modstander Resultat                             | Modstander Resultat                    | Modstander Resultat | Modstander Resultat | Modstander Resultat | Modstander Resultat | Placering           |
| -------------- | ----------- | ------------------- | ------------------- | ----------------------------------------------- | -------------------------------------- | ------------------- | ------------------- | ------------------- | ------------------- | ------------------- |
| Jonathan Groth | Herresingle | N/A                 | N/A                 | Bence Majoros 4-1 (12-10 12-10 11-4 3-11 12-10) | Simon Gauzy 0-4 (10-12 11-9 11-9 11-5) | Ude af konkurrencen | Ude af konkurrencen | Ude af konkurrencen | Ude af konkurrencen | Ude af konkurrencen |

### Brydning
Makuhari Messe Hall B. Konkurrencen 3. august og 4. august 2021.
| Udøver             | Vægtklasse            | Ottendedelsfinale   | Kvartfinale         | Semifinale          | Opsamling           | Bronzefinale        | Finale              | Finale              |
| Udøver             | Vægtklasse            | Modstander Resultat | Modstander Resultat | Modstander Resultat | Modstander Resultat | Modstander Resultat | Modstander Resultat | Placering           |
| ------------------ | --------------------- | ------------------- | ------------------- | ------------------- | ------------------- | ------------------- | ------------------- | ------------------- |
| Fredrik Bjerrehuus | 67 kg (græsk-romersk) | Artem Surkov 0-7    | N/A                 | N/A                 | Parviz Nasibov 1-5  | Ude af konkurrencen | Ude af konkurrencen | Ude af konkurrencen |

### Bueskydning
Dream Island Archery Field. Seedningsskydning 23. juli 2021. Konkurrencen 27. juli - 30. juli 2021.
| Deltager   | Konkurrence | Seedningsskydning | Seedningsskydning | 32. delsfinaler                                   | 16. delsfinaler                                         | 8. delsfinaler      | Kvartfinaler        | Semifinaler         | Finale              | Finale              |
| Deltager   | Konkurrence | Resultat          | Seedning          | Modstander Score                                  | Modstander Score                                        | Modstander Score    | Modstander Score    | Modstander Score    | Modstander Score    | Plads               |
| ---------- | ----------- | ----------------- | ----------------- | ------------------------------------------------- | ------------------------------------------------------- | ------------------- | ------------------- | ------------------- | ------------------- | ------------------- |
| Maja Jager | Individuelt | 649               | 25 Q              | Diananda Choirunisa 6-2 (23-22 24-26 26-22 26-25) | Diananda Choirunisa 3-7 (25-26 26-26 30-24 25-26 26-27) | Ude af konkurrencen | Ude af konkurrencen | Ude af konkurrencen | Ude af konkurrencen | Ude af konkurrencen |

### Cykling
Landevejsløb:

Fuji International Speedway. Konkurrencer 24. juli – 25. juli og 28. juli 2021.
| Dato          | Disciplin   | H/D    | Rytter                   | Tid            | Placering      |
| ------------- | ----------- | ------ | ------------------------ | -------------- | -------------- |
| 24. juli 2021 | Linjeløb    | Herrer | Jakob Fuglsang           | 6:08:09        | 12             |
| 24. juli 2021 | Linjeløb    | Herrer | Kasper Asgreen           | Fuldførte ikke | Fuldførte ikke |
| 24. juli 2021 | Linjeløb    | Herrer | Christopher Juul-Jensen  | Fuldførte ikke | Fuldførte ikke |
| 24. juli 2021 | Linjeløb    | Herrer | Michael Valgren Andersen | 6:21:46        | 78             |
| 28. juli 2021 | Enkeltstart | Herrer | Kasper Asgreen           | 56:52,21       | 7              |
| 25. juli 2021 | Linjeløb    | Damer  | Cecilie Uttrup Ludwig    | 3:54,31        | 10             |
| 25. juli 2021 | Linjeløb    | Damer  | Emma Norsgaard Jørgensen | Fuldførte ikke | Fuldførte ikke |
| 28. juli 2021 | Enkeltstart | Damer  | Emma Norsgaard Jørgensen | 33:50,18       | 17             |

Banecykling:

Omnium:

Izu Velodrome Herrer 5. august 2021, Damer 8. august 2021.
| Dato           | Disciplin | H/D    | Rytter            | SC   | TL   | UL   | PL | Samlet | Placering |
| -------------- | --------- | ------ | ----------------- | ---- | ---- | ---- | -- | ------ | --------- |
| 5. august 2021 | Omnium    | Herrer | Niklas Larsen     | 5 32 | 6 62 | 8 88 | 7  | 113    | 5         |
| 8. august 2021 | Omnium    | Damer  | Amalie Dideriksen | 8 26 | 6 56 | 3 92 | 4  | 103    | 4         |

Parløb:

Izu Velodrome Damer 6. august 2021, Herrer 7. august 2021.
| Dato           | Disciplin | H/D    | Ryttere                            | OP | SP | Samlet | Placering |
| -------------- | --------- | ------ | ---------------------------------- | -- | -- | ------ | --------- |
| 6. august 2021 | Parløb    | Damer  | Amalie Dideriksen Julie Leth       | 20 | 15 | 35     | Sølv      |
| 7. august 2021 | Parløb    | Herrer | Lasse Norman Hansen Michael Mørkøv | -  | 43 | 43     | Guld      |

Holdforfølgelsesløb:

Izu Velodrome 2. august - 4. august 2021.
| Dato                | Disciplin       | H/D    | Ryttere                                                                                    | Kvalifikation | Kvalifikation | 1. runde  | 1. runde  | Finalerunde | Finalerunde |
| Dato                | Disciplin       | H/D    | Ryttere                                                                                    | Tid           | Placering     | Tid       | Placering | Tid         | Placering   |
| ------------------- | --------------- | ------ | ------------------------------------------------------------------------------------------ | ------------- | ------------- | --------- | --------- | ----------- | ----------- |
| 2. - 4. august 2020 | Holdforfølgelse | Herrer | Niklas Larsen Frederik Rodenberg Rasmus Lund Pedersen Lasse Norman Hansen *Julius Johansen | 3:45.014      | 1 (OR) Q      | Ingen tid | 2 QG      | 3:42.198    | Sølv        |

*Reserve
BMX:

Ariake Urban Sports Park 29. juli - 30. juli 2021.
| Disciplin  | H/D   | Ryttere                    | Kvartfinale                    | Kvartfinale | Semifinale                      | Semifinale | Finale | Finale    |
| Disciplin  | H/D   | Ryttere                    | Points                         | Placering   | Points                          | Placering  | Points | Placering |
| ---------- | ----- | -------------------------- | ------------------------------ | ----------- | ------------------------------- | ---------- | ------ | --------- |
| BMX-racing | Damer | Simone Tetsche Christensen | Run1=3, Run2=2, Run3=2 Total=7 | 2 Q         | Run1=2, Run2=4, Run3=4 Total=10 | 2 Q        | Run1=6 | 6         |

MTB:

Izu MTB Course 26. juli - 27. juli 2021.
| Dato          | Disciplin | H/D    | Ryttere        | Finale  | Finale    |
| Dato          | Disciplin | H/D    | Ryttere        | Tid     | Placering |
| ------------- | --------- | ------ | -------------- | ------- | --------- |
| 26. juli 2021 | MTB       | Herrer | Sebastian Fini | 1:30:28 | 22        |
| 27. juli 2021 | MTB       | Damer  | Caroline Bohé  | 1:20:57 | 13        |
| 27. juli 2021 | MTB       | Damer  | Malene Degn    | 1:20:34 | 12        |

### Golf
Kasumigaseki Country Club. Konkurrencer: Herrer: 29. juli – 1. august 2021, Damer: 4. august – 7. august 2021
| Dato                       | Disciplin | Udøver                  | 1. runde | 2. runde | 3. runde | 4. runde | Samlet | Placering |
| -------------------------- | --------- | ----------------------- | -------- | -------- | -------- | -------- | ------ | --------- |
| 29. juli – 1. august 2021  | Herrer    | Rasmus Højgaard         | 73 (=52) | 68 (=40) | 66 (=28) | 71 (=38) | 278    | 38        |
| 29. juli – 1. august 2021  | Herrer    | Joachim B. Hansen       | 66 (=5)  | 73 (=24) | 67 (=17) | 69 (=27) | 275    | 27        |
| 4. august – 7. august 2021 | Damer     | Nanna Koerstz Madsen    | 69 (=7)  | 64 (=2)  | 72 (=7)  | 69 (=9)  | 274    | 9         |
| 4. august – 7. august 2021 | Damer     | Emily Kristine Pedersen | 70 (=16) | 63 (=2)  | 70 (=3)  | 68 (=5)  | 271    | 5         |

Note: For hver runde er angivet antal slag samt dagens placering ("=" betyder delt med andre)

### Hestesport
Dressur:

Equestrian Park. Konkurrencer 24. juli – 28. juli 2021.
| Dato                | Disciplin | Konkurrence | Rytter                                                     | Hest                                       | Grand Prix                           | Grand Prix | Grand Prix Special | Grand Prix Special | Grand Prix Freestyle | Grand Prix Freestyle | Sammenlagt | Sammenlagt |
| Dato                | Disciplin | Konkurrence | Rytter                                                     | Hest                                       | Resultat                             | Placering  | Resultat           | Placering          | Resultat             | Placering            | Resultat   | Placering  |
| ------------------- | --------- | ----------- | ---------------------------------------------------------- | ------------------------------------------ | ------------------------------------ | ---------- | ------------------ | ------------------ | -------------------- | -------------------- | ---------- | ---------- |
| 24. – 27. juli 2021 | Dressur   | Hold        | Cathrine Dufour Carina Cassøe Krüth Nanna Skodborg Merrald | Bohemian Heiline’s Danciera Blue Hors Zack | 2610,0 2469,0 2356,0 Total: 7435,0 Q | 3          | 7540               | 4                  | N/A                  | N/A                  | 7540       | 4          |
| 24. – 28. juli 2021 | Dressur   | Individuelt | Cathrine Dufour                                            | Bohemian                                   | 81,056 Q                             | 3          | N/A                | N/A                | 87,507               | 4                    | 87,507     | 4          |
| 24. – 28. juli 2021 | Dressur   | Individuelt | Carina Cassøe Krüth                                        | Heiline’s Danciera                         | 76,677 Q                             | 10         | N/A                | N/A                | 83,329               | 7                    | 83,329     | 7          |
| 24. – 28. juli 2021 | Dressur   | Individuelt | Nanna Skodborg Merrald                                     | Blue Hors Zack                             | 73,168 q                             | 16         | N/A                | N/A                | 80,893               | 11                   | 80,893     | 11         |

Charlotte Heering på hesten Bufranco var udtaget som reserve til dressurkonkurrencen.

Spring:

Equestrian Park. Kvalifikation 3. august 2021. Finale 4. august 2021.
| Dato                | Disciplin | Konkurrence | Rytter        | Hest        | Kvalifikation | Kvalifikation | Finale              | Finale              | Finale              |
| Dato                | Disciplin | Konkurrence | Rytter        | Hest        | Fejl          | Placering     | Fejl                | Tid                 | Placering           |
| ------------------- | --------- | ----------- | ------------- | ----------- | ------------- | ------------- | ------------------- | ------------------- | ------------------- |
| 3. – 4. august 2021 | Spring    | Individuelt | Andreas Schou | Darc de Lux | 9             | 47            | Ude af konkurrencen | Ude af konkurrencen | Ude af konkurrencen |

Military:

Equestrian Park. Dressur 30. juli - 31. juli 2021, Udholdenhedsridt 1. august 2021, Ridebanespringning 2. august 2021.
| Dato                      | Disciplin | Konkurrence | Rytter       | Hest        | Dressur | Dressur   | Udholdenhedsridt | Udholdenhedsridt | Ridebanespringning | Ridebanespringning | Ridebanespringning  | Ridebanespringning  | Totalt              |
| Dato                      | Disciplin | Konkurrence | Rytter       | Hest        | Dressur | Dressur   | Udholdenhedsridt | Udholdenhedsridt | Kval               | Kval               | Finale              | Finale              | Totalt              |
| Dato                      | Disciplin | Konkurrence | Rytter       | Hest        | Fejl    | Placering | Fejl             | Placering        | Fejl               | Placering          | Fejl                | Placering           |                     |
| ------------------------- | --------- | ----------- | ------------ | ----------- | ------- | --------- | ---------------- | ---------------- | ------------------ | ------------------ | ------------------- | ------------------- | ------------------- |
| 30. juli – 2. august 2021 | Military  | Individuelt | Peter Flarup | Fascination | 33,7    | 34        | 67,2             | 45               | 4,0                | 40                 | Ude af konkurrencen | Ude af konkurrencen | Ude af konkurrencen |

### Håndbold
Danmarks trup til OL håndboldturneringen var udtaget med følgende spillere:
| Position     | Udøver             | Klub                   |
| ------------ | ------------------ | ---------------------- |
| Målmand      | Niklas Landin      | THW Kiel               |
| Målmand      | Kevin Møller       | FC Barcelona           |
| Bagspiller   | Morten Olsen       | GOG                    |
| Bagspiller   | Mads Mensah Larsen | SG Flensburg-Handewitt |
| Bagspiller   | Mikkel Hansen      | PSG Paris              |
| Bagspiller   | Mathias Gidsel     | GOG                    |
| Bagspiller   | Henrik Møllgaard   | Aalborg Håndbold       |
| Bagspiller   | Lasse Andersson    | Füchse Berlin          |
| Bagspiller   | Jacob Holm         | Füchse Berlin          |
| Stregspiller | Magnus Saugstrup   | Aalborg Håndbold       |
| Stregspiller | Henrik Toft Hansen | PSG Paris              |
| Fløjspiller  | Johan Hansen       | TSV Hannover-Burgdorf  |
| Fløjspiller  | Lasse Svan Hansen  | SG Flensburg-Handewitt |
| Fløjspiller  | Magnus Landin      | THW Kiel               |

Som officiel reserve var udtaget Emil Jakobsen, SG Flensburg-Handewitt, der kom kortvarigt i kamp i to puljekampe og som repræsentant for bruttotruppen var udtaget Simon Hald, der også kom med til Japan, men som ikke kom i kamp.
Yoyogi National Stadium. Konkurrencen 24. juli - 7. august 2021.
| Danmarks kampe i gruppe B | Danmarks kampe i gruppe B | Danmarks kampe i gruppe B | Danmarks kampe i gruppe B |
| Dato                      | Hold                      | Hold                      | Resultat                  |
| ------------------------- | ------------------------- | ------------------------- | ------------------------- |
| 24. juli 2021 21:30       | Danmark                   | Japan                     | 47 - 30                   |
| 26. juli 2021 14:15       | Egypten                   | Danmark                   | 27 - 32                   |
| 28. juli 2021 09:00       | Danmark                   | Bahrain                   | 31 - 21                   |
| 30. juli 2021 19:30       | Portugal                  | Danmark                   | 28 - 34                   |
| 1. august 2021 21:30      | Danmark                   | Sverige                   | 30 - 33                   |

Stilling gruppe B

| Pos | Hold     | K | V | U | T | M+  | M-  | MF  | P | Kvalifikation |
| --- | -------- | - | - | - | - | --- | --- | --- | - | ------------- |
| 1   | Danmark  | 5 | 4 | 0 | 1 | 174 | 139 | +35 | 8 | Kvartfinaler  |
| 2   | Egypten  | 5 | 4 | 0 | 1 | 154 | 134 | +20 | 8 | Kvartfinaler  |
| 3   | Sverige  | 5 | 4 | 0 | 1 | 144 | 142 | +2  | 8 | Kvartfinaler  |
| 4   | Bahrain  | 5 | 1 | 0 | 4 | 129 | 149 | −20 | 2 | Kvartfinaler  |
| 5   | Portugal | 5 | 1 | 0 | 4 | 143 | 156 | −13 | 2 |               |
| 6   | Japan    | 5 | 1 | 0 | 4 | 146 | 170 | −24 | 2 |               |

1. 1 2 3  Danmark 2 Pts, +2 GD; Egypten 2 Pts, 0 GD, Sverige 2 Pts, −2 GD
2. 1 2 3  Bahrain 2 Pts, +1 GD; Portugal 2 Pts, 0 GD, Japan 2 Pts, −1 GD

| 24. juli 2021 14:15 | Sverige | 32 - 31 | Bahrain   | Yoyogi National Gymnasium, Tokyo Dommere: Schulze, Tönnies (GER) |
| 24. juli 2021 14:15 | Habib 8 | (15–14) | Portela 6 | Yoyogi National Gymnasium, Tokyo Dommere: Schulze, Tönnies (GER) |
| 24. juli 2021 14:15 | 4× 1×   | Report  | 5× 1×     | Yoyogi National Gymnasium, Tokyo Dommere: Schulze, Tönnies (GER) |

| 24. juli 2021 19:30 | Portugal | 31–37   | Egypten  | Yoyogi National Gymnasium, Tokyo Dommere: Nikolov, Nachevski (MKD) |
| 24. juli 2021 19:30 | Ferraz 6 | (15–15) | Hesham 7 | Yoyogi National Gymnasium, Tokyo Dommere: Nikolov, Nachevski (MKD) |
| 24. juli 2021 19:30 | 5× 2×    | Report  | 2× 1×    | Yoyogi National Gymnasium, Tokyo Dommere: Nikolov, Nachevski (MKD) |

| 24. juli 2021 21:30 | Danmark           | 47 - 30   | Japan    | Yoyogi National Gymnasium, Tokyo |
| 24. juli 2021 21:30 | Saugstrup, Holm 9 | (25 - 14) | Motoki 8 | Yoyogi National Gymnasium, Tokyo |
| 24. juli 2021 21:30 | 1×                | Rapport   | 4×       | Yoyogi National Gymnasium, Tokyo |

| 26. juli 2021 14:15 | Egypten  | 27 - 32   | Danmark     | Yoyogi National Gymnasium, Tokyo Dommere: Raluy, Sabroso (ESP) |
| 26. juli 2021 14:15 | Hesham 6 | (15 - 14) | M. Hansen 9 | Yoyogi National Gymnasium, Tokyo Dommere: Raluy, Sabroso (ESP) |
| 26. juli 2021 14:15 | 5×       | Rapport   | 5× 2×       | Yoyogi National Gymnasium, Tokyo Dommere: Raluy, Sabroso (ESP) |

| 26. juli 2021 19:30 | Bahrain | 25–26   | Portugal  | Yoyogi National Gymnasium, Tokyo Dommere: Schulze, Tönnies (GER) |
| 26. juli 2021 19:30 | Habib 8 | (15–14) | Portela 6 | Yoyogi National Gymnasium, Tokyo Dommere: Schulze, Tönnies (GER) |
| 26. juli 2021 19:30 | 4× 1×   | Rapport | 5× 1×     | Yoyogi National Gymnasium, Tokyo Dommere: Schulze, Tönnies (GER) |

| 26. juli 2021 21:30 | Japan    | 26–28   | Sverige | Yoyogi National Gymnasium, Tokyo Dommere: Lah, Sok (SLO) |
| 26. juli 2021 21:30 | Motoki 6 | (14–17) | Wanne 8 | Yoyogi National Gymnasium, Tokyo Dommere: Lah, Sok (SLO) |
| 26. juli 2021 21:30 | 4× 1×    | Rapport | 1×      | Yoyogi National Gymnasium, Tokyo Dommere: Lah, Sok (SLO) |

| 28. juli 2021 09:00 | Danmark     | 31 - 21  | Bahrain                       | Yoyogi National Gymnasium, Tokyo |
| 28. juli 2021 09:00 | J. Hansen 6 | (12 - 7) | Adhul, Ali, Almaqabi, Habib 3 | Yoyogi National Gymnasium, Tokyo |
| 28. juli 2021 09:00 | 1×          | Rapport  | 3× 2×                         | Yoyogi National Gymnasium, Tokyo |

| 28. juli 2021 11:00 | Sverige | 29 - 28 | Portugal | Yoyogi National Gymnasium, Tokyo |
| 28. juli 2021 11:00 |         |         |          | Yoyogi National Gymnasium, Tokyo |
| 28. juli 2021 11:00 |         |         |          | Yoyogi National Gymnasium, Tokyo |

| 28. juli 2021 14:15 | Japan | 29 - 33 | Egypten | Yoyogi National Gymnasium, Tokyo |
| 28. juli 2021 14:15 |       |         |         | Yoyogi National Gymnasium, Tokyo |
| 28. juli 2021 14:15 |       |         |         | Yoyogi National Gymnasium, Tokyo |

| 30. juli 2021 11:00 | Bahrain | 32 - 30 | Japan | Yoyogi National Gymnasium, Tokyo |
| 30. juli 2021 11:00 |         |         |       | Yoyogi National Gymnasium, Tokyo |
| 30. juli 2021 11:00 |         |         |       | Yoyogi National Gymnasium, Tokyo |

| 30. juli 2021 16:15 | Sverige | 22 - 27 | Egypten | Yoyogi National Gymnasium, Tokyo |
| 30. juli 2021 16:15 |         |         |         | Yoyogi National Gymnasium, Tokyo |
| 30. juli 2021 16:15 |         |         |         | Yoyogi National Gymnasium, Tokyo |

| 30. juli 2021 19:30 | Portugal    | 28 - 34   | Danmark      | Yoyogi National Gymnasium, Tokyo |
| 30. juli 2021 19:30 | M. Hansen 9 | (19 - 20) | Branquinho 4 | Yoyogi National Gymnasium, Tokyo |
| 30. juli 2021 19:30 | 4×          | Rapport   | 3×           | Yoyogi National Gymnasium, Tokyo |

| 1. august 2021 09:00 | Portugal | 30 - 31 | Japan | Yoyogi National Gymnasium, Tokyo |
| 1. august 2021 09:00 |          |         |       | Yoyogi National Gymnasium, Tokyo |
| 1. august 2021 09:00 |          |         |       | Yoyogi National Gymnasium, Tokyo |

| 1. august 2021 11:00 | Egypten | 30 - 20 | Bahrain | Yoyogi National Gymnasium, Tokyo |
| 1. august 2021 11:00 |         |         |         | Yoyogi National Gymnasium, Tokyo |
| 1. august 2021 11:00 |         |         |         | Yoyogi National Gymnasium, Tokyo |

| 1. august 2021 21:30 | Danmark             | 30 - 33   | Sverige                | Yoyogi National Gymnasium, Tokyo |
| 1. august 2021 21:30 | J. Hansen, Gidsel 5 | (13 - 17) | Carlsbogård, Sandell 6 | Yoyogi National Gymnasium, Tokyo |
| 1. august 2021 21:30 | 2×                  | Rapport   | 6× 1×                  | Yoyogi National Gymnasium, Tokyo |

| Slutspil       | Slutspil    | Slutspil                          | Slutspil               | Slutspil                                                    | Slutspil  |
| Dato           | Runde       | Hold                              | Hold                   | Resultat                                                    | Placering |
| -------------- | ----------- | --------------------------------- | ---------------------- | ----------------------------------------------------------- | --------- |
| 3. august 2021 | Kvartfinale | Danmark · M. Hansen, Holm 8       | Norge · Sagosen 8      | 31 - 25 Report Arkiveret 3. august 2021 hos Wayback Machine | Q         |
| 5. august 2021 | Semifinale  | Spanien · Dujsjebajev, Figueras 5 | Danmark · M. Hansen 12 | 23 - 27 Report Arkiveret 5. august 2021 hos Wayback Machine | Q         |
| 7. august 2021 | Finale      | Frankrig · Remili 5               | Danmark · M. Hansen 9  | 25 - 23 Report Arkiveret 7. august 2021 hos Wayback Machine | Sølv      |

### Judo
Nippon Budokan. Konkurrencer 27. juli 2021.
| Dato     | Disciplin         | H/D   | Udøver            | Ottendedelsfinale           | Ottendedelsfinale | Kvartfinale         | Kvartfinale         | Opsamling           | Opsamling           | Semifinale          | Semifinale          | Finale              | Finale              |
| Dato     | Disciplin         | H/D   | Udøver            | Modstander                  | Resultat          | Modstander          | Resultat            | Modstander          | Resultat            | Modstander          | Resultat            | Modstander          | Resultat            |
| -------- | ----------------- | ----- | ----------------- | --------------------------- | ----------------- | ------------------- | ------------------- | ------------------- | ------------------- | ------------------- | ------------------- | ------------------- | ------------------- |
| 27. juli | Judo 63 kg, damer | Damer | Lærke Marie Olsen | Catherine Beauchemin-Pinard | 0 - 10            | ude af konkurrencen | ude af konkurrencen | ude af konkurrencen | ude af konkurrencen | ude af konkurrencen | ude af konkurrencen | ude af konkurrencen | ude af konkurrencen |

### Kano og kajak
Sea Forest Waterway. Konkurrencer 2. august – 7. august 2021.
| Dato           | Bådtype  | H/D   | Udøver                                                                                     | Indledende Heat | Indledende Heat | Kvartfinale | Kvartfinale | Semifinale          | Semifinale          | B-Finale            | B-Finale            | Finale              | Finale              |
| Dato           | Bådtype  | H/D   | Udøver                                                                                     | Tid             | Placering       | Tid         | Placering   | Tid                 | Placering           | Tid                 | Placering           | Tid                 | Placering           |
| -------------- | -------- | ----- | ------------------------------------------------------------------------------------------ | --------------- | --------------- | ----------- | ----------- | ------------------- | ------------------- | ------------------- | ------------------- | ------------------- | ------------------- |
| 2. – 3. august | K1 200 m | Damer | Emma Aastrand Jørgensen                                                                    | 41,572          | 1 Q             | N/A         | N/A         | 38,457              | 2 Q                 | N/A                 | N/A                 | 38,901              | Bronze              |
| 2. – 3. august | K1 200 m | Damer | Sara Corfixsen Milthers                                                                    | 43,863          | 6 q             | 43,675      | 5           | Ude af konkurrencen | Ude af konkurrencen | Ude af konkurrencen | Ude af konkurrencen | Ude af konkurrencen | Ude af konkurrencen |
| 4. – 5. august | K1 500 m | Damer | Emma Aastrand Jørgensen                                                                    | 1:49,231        | 2 Q             | N/A         | N/A         | 1:52,931            | 2 Q                 | N/A                 | N/A                 | 1:52,773            | Bronze              |
| 2. – 3. august | K2 500 m | Damer | Bolette Nyvang Iversen Julie Frølund Funch                                                 | 1:52,730        | 5 q             | 1:52,678    | 5           | Ude af konkurrencen | Ude af konkurrencen | Ude af konkurrencen | Ude af konkurrencen | Ude af konkurrencen | Ude af konkurrencen |
| 6. – 7. august | K4 500 m | Damer | Emma Aastrand Jørgensen Bolette Nyvang Iversen Julie Frølund Funch Sara Corfixsen Milthers | 1:38,453        | 5 q             | 1:37,682    | 6 Q         | 1:37,386            | 4 Q                 | N/A                 | N/A                 | 1:41,141            | 8                   |

### Roning
Sea Forest Waterway. Konkurrencer 23. juli - 30. juli 2021.
| Dato           | Disciplin           | H/D    | Udøver                                                                                 | Indledende heat | Indledende heat    | Opsamlingsheat | Opsamlingsheat | Kvartfinale | Kvartfinale        | Semifinale | Semifinale         | Finale  | Finale    |
| Dato           | Disciplin           | H/D    | Udøver                                                                                 | Tid             | Placering          | Tid            | Placering      | Tid         | Placering          | Tid        | Placering          | Tid     | Placering |
| -------------- | ------------------- | ------ | -------------------------------------------------------------------------------------- | --------------- | ------------------ | -------------- | -------------- | ----------- | ------------------ | ---------- | ------------------ | ------- | --------- |
| 23. - 30. juli | Singlesculler       | Herrer | Sverri Sandberg Nielsen                                                                | 7:02,88         | Heat: 1 Q Total: 5 | N/A            | N/A            | 7:10,52     | Heat: 1 Q Total: 1 | 6:44,00    | 2 Q                | 6:42,73 | 4         |
| 24. - 28. juli | Firer uden styrmand | Damer  | Frida Sanggaard Nielsen Trine Dahl Pedersen Christina Juhl Johansen Ida Gørtz Jacobsen | 6:50,15         | Heat: 5 Total: 10  | 7:01,17        | 6              | N/A         | N/A                | N/A        | N/A                | 6:34,72 | 8         |
| 24. - 29. juli | Toer uden styrmand  | Herrer | Joachim Sutton Frederic Vystavel                                                       | 6:36,93         | Heat: 2 Q Total: 4 | N/A            | N/A            | N/A         | N/A                | 6:14,88    | Heat: 2 Q Total: 3 | 6:19,88 | Bronze    |
| 24. - 29. juli | Toer uden styrmand  | Damer  | Fie Udby Erichsen Hedvig Lærke Berg Rasmussen                                          | 7:22,86         | Heat: 2 Q Total: 6 | N/A            | N/A            | N/A         | N/A                | 7:22,86    | Heat: 6 Total: 12  | 6:59,48 | 8         |

### Sejlsport
Enoshima Yacht Harbour. Konkurrencer 25. juli – 3. august 2021.
| Dato                 | Bådtype       | H/D    | Udøver(e)                             | Sejlads (Placering/point) | Sejlads (Placering/point) | Sejlads (Placering/point) | Sejlads (Placering/point) | Sejlads (Placering/point) | Sejlads (Placering/point) | Sejlads (Placering/point) | Sejlads (Placering/point) | Sejlads (Placering/point) | Sejlads (Placering/point) | Sejlads (Placering/point) | Sejlads (Placering/point) | Sejlads (Placering/point) | Point | Placering |
| Dato                 | Bådtype       | H/D    | Udøver(e)                             | 1                         | 2                         | 3                         | 4                         | 5                         | 6                         | 7                         | 8                         | 9                         | 10                        | 11                        | 12                        | M*                        | Point | Placering |
| -------------------- | ------------- | ------ | ------------------------------------- | ------------------------- | ------------------------- | ------------------------- | ------------------------- | ------------------------- | ------------------------- | ------------------------- | ------------------------- | ------------------------- | ------------------------- | ------------------------- | ------------------------- | ------------------------- | ----- | --------- |
| 25. - 31. juli       | Sejlbræt RS:X | Damer  | Lærke Buhl-Hansen                     | 9                         | 4                         | 8                         | 4                         | 9                         | 8                         | 6                         | 5                         | 5                         | 8                         | 9                         | 9                         | 18                        | 93    | 7         |
| 25. juli - 1. august | Laser Radial  | Damer  | Anne-Marie Rindom                     | 6                         | 5                         | 3                         | 13                        | 4                         | 4                         | 2                         | 1                         | 26                        | 45                        | N/A                       | N/A                       | 14                        | 78    | Guld      |
| 28. juli - 3. august | Nacra 17      | Mix    | Lin Ea Cenholt Christian Peter Lübeck | 8                         | 8                         | 10                        | 7                         | 2                         | 4                         | 13                        | 11                        | 11                        | 1                         | 3                         | 1                         | 4                         | 70    | 4         |
| 27. juli - 2. august | 49er          | Herrer | Jonas Warrer Jakob Precht             | 6                         | 5                         | 10                        | 3                         | 1                         | 4                         | 6                         | 4                         | 14                        | 15                        | 5                         | 8                         | 16                        | 82    | 5         |
| 27. juli - 2. august | 49erFX        | Damer  | Ida Marie Baad Marie Thusgaard        | 14                        | 4                         | 3                         | 5                         | 1                         | 11                        | 14                        | 17                        | 17                        | 9                         | 6                         | 14                        | 8                         | 106   | 8         |

M = Medalje sejlads; E = Elimineret – kom ikke videre til medalje sejladsen

DSQ = Diskvalificeret (protest); DNF = Udgået; UFD = Diskvalificeret (tyvstart)

### Skateboard
Park, herrer:

Ariake Urban Sports Park. Konkurrencer 5. august 2021.
| Disciplin | H/D    | Udøver        | Kvalifikation | Kvalifikation | Finale              | Finale              |
| Disciplin | H/D    | Udøver        | Points        | Placering     | Points              | Placering           |
| --------- | ------ | ------------- | ------------- | ------------- | ------------------- | ------------------- |
| Park      | Herrer | Rune Glifberg | 37,61         | 19            | Ude af konkurrencen | Ude af konkurrencen |

### Skydning
10 meter luftriffel, Damer:

Asaka Shooting Range, Saitama. Kvalifikationsskydning 24. juli 2021. Finale 24. juli 2021.
| Konkurrence         | Deltager           | Kvalifikation | Kvalifikation | Kvalifikation | Kvalifikation | Kvalifikation | Kvalifikation | Kvalifikation | Kvalifikation | Finale              | Finale              | Finale              | Finale              | Finale              | Finale              | Finale              | Finale              | Finale              |
| Konkurrence         | Deltager           | Serie 1       | Serie 2       | Serie 3       | Serie 4       | Serie 5       | Serie 6       | Total         | Plads         | Serie 1             | Serie 2             | Serie 3             | Serie 4             | Serie 5             | Serie 6             | Serie 7             | Total               | Plads               |
| ------------------- | ------------------ | ------------- | ------------- | ------------- | ------------- | ------------- | ------------- | ------------- | ------------- | ------------------- | ------------------- | ------------------- | ------------------- | ------------------- | ------------------- | ------------------- | ------------------- | ------------------- |
| 10 meter luftriffel | Rikke Mæng Ibsen   | 103,5         | 104,8         | 104,6         | 104,7         | 103,8         | 103,6         | 625,0         | 22            | Ude af konkurrencen | Ude af konkurrencen | Ude af konkurrencen | Ude af konkurrencen | Ude af konkurrencen | Ude af konkurrencen | Ude af konkurrencen | Ude af konkurrencen | Ude af konkurrencen |
| 10 meter luftriffel | Anna Skade Nielsen | 104,1         | 104,8         | 103,3         | 104,1         | 103,1         | 103,9         | 635,3         | 28            | Ude af konkurrencen | Ude af konkurrencen | Ude af konkurrencen | Ude af konkurrencen | Ude af konkurrencen | Ude af konkurrencen | Ude af konkurrencen | Ude af konkurrencen | Ude af konkurrencen |

Skeetskydning, Herrer:

Asaka Shooting Range, Saitama. Kvalifikationsskydning 25. juli og 26. juli 2021. Finale 26. juli 2021.
| Konkurrence   | Deltager      | Kvalifikationsskydning | Kvalifikationsskydning | Kvalifikationsskydning | Kvalifikationsskydning | Kvalifikationsskydning | Kvalifikationsskydning | Kvalifikationsskydning | Finale     | Finale     | Finale     | Finale     | Finale     | Finale | Finale |
| Konkurrence   | Deltager      | 25 lerduer             | 25 lerduer             | 25 lerduer             | 25 lerduer             | 25 lerduer             | Total                  | Plads                  | 20 lerduer | 10 lerduer | 10 lerduer | 10 lerduer | 10 lerduer | Total  | Plads  |
| ------------- | ------------- | ---------------------- | ---------------------- | ---------------------- | ---------------------- | ---------------------- | ---------------------- | ---------------------- | ---------- | ---------- | ---------- | ---------- | ---------- | ------ | ------ |
| Skeetskydning | Jesper Hansen | 25                     | 24                     | 23                     | 25                     | 25                     | 122                    | 6 Q                    | 19         | 10         | 10         | 9          | 7          | 55     | Sølv   |

10 meter luftriffel, Mixed team:

Asaka Shooting Range, Saitama. Kvalifikationsskydning 27. juli 2021. Finale 27. juli 2021.
| Konkurrence                      | Deltager                         | Kvalifikation | Kvalifikation | Kvalifikation | Kvalifikation | Kvalifikation | Finale              | Finale              | Finale              | Finale              | Finale              | Finale              | Finale              | Finale              | Finale              | Finale              | Finale              | Finale              | Finale              |
| Konkurrence                      | Deltager                         | Serie 1       | Serie 2       | Serie 3       | Total         | Plads         | Serie 1             | Serie 2             | Serie 3             | Serie 4             | Serie 5             | Serie 6             | (E) serie 1         | (E) serie 2         | (E) serie 3         | (E) serie 4         | (E) serie 5         | Total               | Plads               |
| -------------------------------- | -------------------------------- | ------------- | ------------- | ------------- | ------------- | ------------- | ------------------- | ------------------- | ------------------- | ------------------- | ------------------- | ------------------- | ------------------- | ------------------- | ------------------- | ------------------- | ------------------- | ------------------- | ------------------- |
| 10 meter luftriffel (mixed team) | Anna Skade Nielsen Steffen Olsen | 205,8         | 209,6         | 207,7         | 623,1         | 21            | Ude af konkurrencen | Ude af konkurrencen | Ude af konkurrencen | Ude af konkurrencen | Ude af konkurrencen | Ude af konkurrencen | Ude af konkurrencen | Ude af konkurrencen | Ude af konkurrencen | Ude af konkurrencen | Ude af konkurrencen | Ude af konkurrencen | Ude af konkurrencen |

50 meter riffel, helmatch, Damer:

Asaka Shooting Range, Saitama. Kvalifikationsskydning 31. juli 2021. Finale 31. juli 2021.
| Konkurrence               | Deltager         | Kvalifikation | Kvalifikation | Kvalifikation | Kvalifikation | Kvalifikation | Finale              | Finale              | Finale              | Finale              | Finale              | Finale              | Finale              | Finale              | Finale              | Finale              |
| Konkurrence               | Deltager         | Knælende      | Liggende      | Stående       | Total         | Plads         | Knælende            | Liggende            | Stående             | Stående (skud 11)   | Stående (skud 12)   | Stående (skud 13)   | Stående (skud 14)   | Stående (skud 15)   | Total               | Plads               |
| ------------------------- | ---------------- | ------------- | ------------- | ------------- | ------------- | ------------- | ------------------- | ------------------- | ------------------- | ------------------- | ------------------- | ------------------- | ------------------- | ------------------- | ------------------- | ------------------- |
| 50 meter riffel, helmatch | Rikke Mæng Ibsen | 387           | 384           | 386           | 1157          | 29            | Ude af konkurrencen | Ude af konkurrencen | Ude af konkurrencen | Ude af konkurrencen | Ude af konkurrencen | Ude af konkurrencen | Ude af konkurrencen | Ude af konkurrencen | Ude af konkurrencen | Ude af konkurrencen |

50 meter riffel, helmatch, Herrer:

Asaka Shooting Range, Saitama. Kvalifikationsskydning 2. august 2021. Finale 2. august 2021.
| Konkurrence               | Deltager      | Kvalifikation | Kvalifikation | Kvalifikation | Kvalifikation | Kvalifikation | Finale              | Finale              | Finale              | Finale              | Finale              | Finale              | Finale              | Finale              | Finale              | Finale              |
| Konkurrence               | Deltager      | Knælende      | Liggende      | Stående       | Total         | Plads         | Knælende            | Liggende            | Stående             | Stående (skud 11)   | Stående (skud 12)   | Stående (skud 13)   | Stående (skud 14)   | Stående (skud 15)   | Total               | Plads               |
| ------------------------- | ------------- | ------------- | ------------- | ------------- | ------------- | ------------- | ------------------- | ------------------- | ------------------- | ------------------- | ------------------- | ------------------- | ------------------- | ------------------- | ------------------- | ------------------- |
| 50 meter riffel, helmatch | Steffen Olsen | 388           | 391           | 381           | 1160          | 28            | Ude af konkurrencen | Ude af konkurrencen | Ude af konkurrencen | Ude af konkurrencen | Ude af konkurrencen | Ude af konkurrencen | Ude af konkurrencen | Ude af konkurrencen | Ude af konkurrencen | Ude af konkurrencen |

### Svømmesport
| Dato                 | Disciplin       | H/D    | Udøver                                                           | Indledende heat | Indledende heat | Semifinale          | Semifinale          | Finale              | Finale              |
| Dato                 | Disciplin       | H/D    | Udøver                                                           | Tid             | Placering       | Tid                 | Placering           | Tid                 | Placering           |
| -------------------- | --------------- | ------ | ---------------------------------------------------------------- | --------------- | --------------- | ------------------- | ------------------- | ------------------- | ------------------- |
| 24. juli – 25. juli  | 4x100 m fri     | Damer  | Pernille Blume Signe Bro Julie Kepp Jensen Jeanette Ottesen      | 3:35,56         | 7 Q             | N/A                 | N/A                 | 3:35,70             | 8                   |
| 24. juli – 26. juli  | 100 m bryst     | Herrer | Tobias Bjerg                                                     | Diskvalificeret | Diskvalificeret | Ude af konkurrencen | Ude af konkurrencen | Ude af konkurrencen | Ude af konkurrencen |
| 24. juli – 26. juli  | 100 m butterfly | Damer  | Emilie Beckmann                                                  | 58,84           | 22              | Ude af konkurrencen | Ude af konkurrencen | Ude af konkurrencen | Ude af konkurrencen |
| 26. juli – 28. juli  | 1500 m fri      | Damer  | Helena Rosendahl Bach                                            | 16:29,56        | 25              | Ude af konkurrencen | Ude af konkurrencen | Ude af konkurrencen | Ude af konkurrencen |
| 27. juli – 29. juli  | 800 m fri       | Herrer | Anton Ørskov Ipsen                                               | 7:54,98         | 21              | Ude af konkurrencen | Ude af konkurrencen | Ude af konkurrencen | Ude af konkurrencen |
| 27. juli – 29. juli  | 800 m fri       | Herrer | Alexander Aslak Nørgaard                                         | 7:53,50         | 19              | Ude af konkurrencen | Ude af konkurrencen | Ude af konkurrencen | Ude af konkurrencen |
| 28. juli – 30. juli  | 100 m fri       | Damer  | Pernille Blume                                                   | 52,96           | 7 Q             | 53,26               | 5                   | Ude af konkurrencen | Ude af konkurrencen |
| 28. juli – 30. juli  | 100 m fri       | Damer  | Signe Bro                                                        | 53,54           | 13 Q            | 53,55               | 6                   | Ude af konkurrencen | Ude af konkurrencen |
| 30. juli - 1. august | 50 m fri        | Damer  | Pernille Blume                                                   | 24,12           | 1 Q             | 24,08               | 1 Q                 | 24,21               | Bronze              |
| 30. juli - 1. august | 50 m fri        | Damer  | Julie Kepp Jensen                                                | 24,70           | 6 Q             | 24,98               | 8                   | Ude af konkurrencen | Ude af konkurrencen |
| 30. juli - 1. august | 1500 m fri      | Herrer | Alexander Aslak Nørgaard                                         | 15:28,70        | 26              | Ude af konkurrencen | Ude af konkurrencen | Ude af konkurrencen | Ude af konkurrencen |
| 30. juli - 1. august | 1500 m fri      | Herrer | Anton Ørskov Ipsen                                               | 15:01,58        | 14              | Ude af konkurrencen | Ude af konkurrencen | Ude af konkurrencen | Ude af konkurrencen |
| 30. juli - 1. august | 4x100 m medley  | Damer  | Karoline Sørensen Emilie Beckmann Clara Rybak-Andersen Signe Bro | 4:04,04         | 15              | Ude af konkurrencen | Ude af konkurrencen | Ude af konkurrencen | Ude af konkurrencen |